# Robert Lowe, 1:e viscount Sherbrooke
Robert Lowe, 1:e viscount Sherbrooke, född 4 december 1811, död 27 juli 1892, var en brittisk politiker.
Efter att en tid ha varit advokat i London reste Lowe 1842 till Sydney i Australien, där han dels grundlade en betydande förmögenhet, dels avancerade till ledare för det demokratiska partiet i Nya Sydwales. År 1850 återvände han till London, blev där 1852 liberal medlem av underhuset, hade administrativa poster i Aberdeens och Palmerstons regeringar samt satt 1859-64 i Palmerstons andra regering. År 1866 blev han erbjuden en post i Derbys andra regering men avböjde. Åren 1866-67 vann han sin egentliga parlamentariska berömmelse genom sin lysande vältalighet i rösträttsfrågan, först mot Russells och Gladstones, senare mot Derbys och Disraels rösträttsförslag. Åren 1868-73 var Lowe finansminister i Gladstones första regering och 1873-74 innehade han inrikesministerposten. År 1880 blev han peer som viscount Sherbrooke.